# Mara Dierssen Sotos
Mara Dierssen Sotos (Santander, 21 d'agost 1961) és una neurobiòloga, investigadora i professora universitària càntabra especialista en Síndrome de Down, establerta a Catalunya. Experta mundial en el camp de la neurobiologia i la farmacologia, l'objectiu general de la seva recerca és entendre la cognició com una propietat emergent de les xarxes neuronals i observar com les pertorbacions genètiques en els trastorns mentals modifiquen la manera en què el cervell integra la informació i produeix el comportament i la cognició.

## Formació i recerca científica
Va néixer l'any 1961 a la ciutat de Santander. Va estudiar medicina a la Universitat de Cantàbria, on es va llicenciar el 1985, i el 1989 es doctorà en neurobiologia en aquest mateix centre.
L'any 1990 inicià la seva tasca professional com a investigadora a la Universitat Autònoma de Barcelona al costat d'Albert Badia. Després d'un breu període com a professora ajudant a la Universitat de Cantàbria (1993-1997), ingressà a l'Institut de Recerca Oncològica de l'Hospitalet de Llobregat (Barcelona), on desplegà una tasca de recerca fins al 2001 amb un grup d'investigació neurobiològica propi. L'any 2002 va fitxar pel Centre de Regulació Genòmica, on treballa com a coordinadora del grup de Fenotipació Neuroconductual de Models Murins de Malalties, dins del programa "Gens i Malaltía", que creà i dirigí el Dr. Xavier Estivill. Va donar classes durant anys a la Universitat Ramon Llull i ha coordinat màsters per la UB i la UAB.
Ha estat presidenta de la International Behavioral and Neural Genetics Society (2003-2006), vice-presidenta de la Societat Espanyola de Neurociència (2007-2009) i ha donat a conèixer les seves contribucions per mitjà d'articles en revistes científiques de prestigi internacional i nacional. És membre de molts comitès editorials, de revistes com Genes, Brain and Behaviour, Frontiers in Neurosciences, Amino Acids, Down Syndrome Research and Practice, entre d'altres, i revisora “ad hoc” de diverses revistes científiques internacionals.
Ha estat membre del Consell de Cultura de Barcelona i del patronat de l'Institut de Cultura de Barcelona i de diferents consells assessors científics.

## Projectes i vocació musical
Havia començat la carrera de piano, que va abandonar per estudiar medicina. Durant uns anys va actuar en molts concerts de música barroca espanyola com a soprano amb la coral de Santander, amb la qual va enregistrar un disc. Actualment és vocalista del grup From Lost To The River.
És impulsora del projecte "Realitats Paral·leles", destinat a acostar els espais de creació a les persones amb discapacitat. El primer projecte portat a terme ha estat un CD que dona veu a les persones amb la sindrome de Down.

## Premis i reconeixements
L'agost de 2008 fou guardonada amb el Premi Nacional de Pensament i Cultura Científica, atorgat per la Generalitat de Catalunya pel seu "compromís social i la capacitat d'endegar i liderar iniciatives culturals a favor de les persones afectades per la síndrome de Down". A més, ha rebut els premis Jaime Blanco 2002 i 2009, Laura Iglesias II, 2008; Jérôme Lejeune Foundation 2004; Ramón Trias Fargas 2003 i 2007; Sisley-Lejeune Award 2010.
El 2015 va rebre una distinció com a alumna de la Universitat de Cantàbria, el 2016 fou elegida presidenta de la Sociedad Internacional Trisomy 21 Research Society. L'any següent va rebre el premi Trifermed i la medalla Big Vang. L'any 2018 va ser guardonada amb el premi Optimistas Comprometidos.